# اشکان خورشیدی
 اشکان خورشیدی (زاده ۲۴ مرداد ۱۳۵۸ در ساری) داور ایرانی فوتبال بود. وی در سال ۱۳۷۶ داوری را شروع کرده و از سال ۱۳۸۹ تا سال ۱۴۰۳ در لیگ برتر فوتبال ایران قضاوت می‌کرد.
اشکان خورشیدی در شهرآورد شماره ۸۴ تهران کمک داور چهارم بوده است
وی در ۲۸ مه ۲۰۲۴، پس از بازی آلومینیوم اراک و سپاهان در لیگ برتر فوتبال ایران، از دنیای داوری خداحافظی کرد.  

## شهرآورد تهران
اشکان خورشیدی دو بار در تیم داوری دربی بزرگ تهران حاضر بوده است. یکبار به عنوان داور بازی و یکبار به عنوان داور چهارم
| پنج بازی که کمک داور بوده است |                 |                        |                                                                    |
| دربی                          | تاریخ           | نتیجه بازی             | گروه داوری                                                         |
| شماره ۸۹                      | ۱۰ فروردین ۱۳۹۸ | پرسپولیس ۱ - استقلال ۰ | اشکان خورشیدی -- رضا سخندان -- علی میرزابیگی -- آرمان اسعدی        |
| شماره ۸۴                      | ۲۴ بهمن ۱۳۹۵    | استقلال ۳ - پرسپولیس ۲ | علیرضا فغانی -- محمدرضا منصوری -- سعید علی‌نژادیان -- اشکان خورشیدی |